# Mikuláš Beňo
Mikuláš Beňo (* 12. listopadu 1930 Bošáca) je bývalý slovenský a československý politik Komunistické strany Slovenska a poslanec Sněmovny národů Federálního shromáždění za normalizace.

## Biografie
V roce 1963 a 1971 se zmiňuje coby účastník zasedání Ústředního výboru Komunistické strany Slovenska. V letech 1968-1969 byl pracovníkem ÚV KSS, v letech 1969-1970 tajemníkem Krajského výboru KSS pro Středoslovenský kraj. Působil i v celostátních stranických strukturách. V letech 1970-1971 byl zástupcem vedoucího oddělení Ústředního výboru KSČ, 1971-1973 zástupcem vedoucího a v období let 1973-1977 vedoucím sekretariátu generálního tajemníka ÚV KSČ. Členem Ústředního výboru KSČ ho zvolil XIV. sjezd KSČ, XV. sjezd KSČ, XVI. sjezd KSČ a XVII. sjezd KSČ, přičemž v období prosinec 1977 – prosinec 1988 byl členem sekretariátu ÚV KSČ a zároveň tajemníkem ÚV KSČ. V roce 1980 získal Řád republiky.
Po volbách roku 1976 zasedl do slovenské části Sněmovny národů (volební obvod č. 94 – Nové Zámky, Západoslovenský kraj). Křeslo nabyl až dodatečně v dubnu 1978 po doplňovacích volbách poté, co zemřel poslanec Michal Šucha. Mandát obhájil ve volbách roku 1981 (obvod Trenčín) a volbách roku 1986 (obvod Trenčín). Ve Federálním shromáždění setrval do ledna 1990, kdy rezignoval v rámci procesu kooptací do Federálního shromáždění po sametové revoluci.